# عرعرة النقب

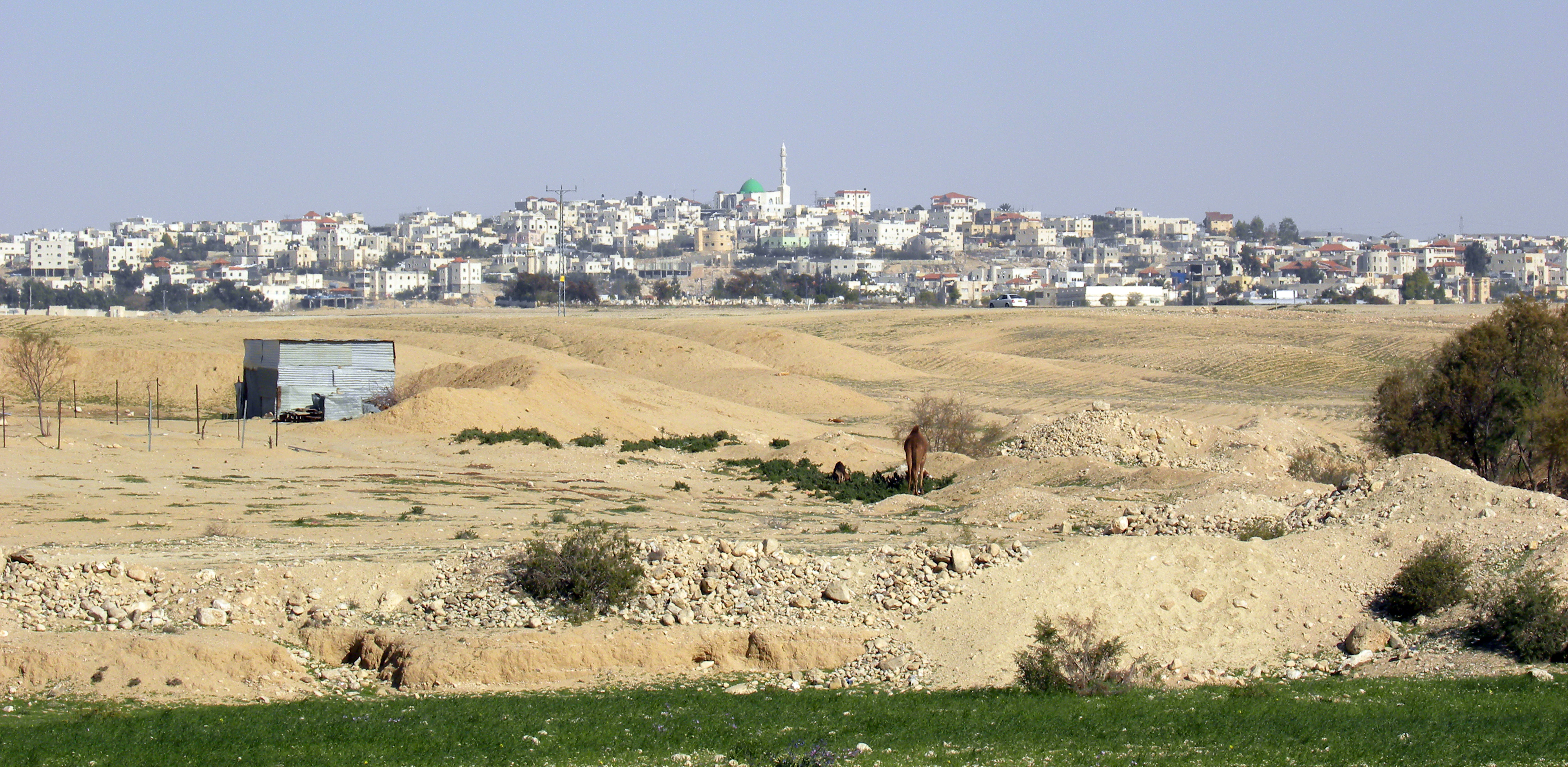
منظر عام لقرية عرعرة النقب بفلسطين المحتلة.

عرعرة النقب هي قرية تقع على الشارع الرئيسي بئر السبع ديمونا وتبعد عن ديمونا حوالي 15 كم وعن بئر السبع حوالي 25 كم. 
تأسست القرية في عام 1981 ويبلغ عدد سكانها بحسب دائرة الإحصاء المركزية عام 2021 قرابة 19,682نسمة جميعهم من المسلمين يبلغ عدد الرّجال 9,856 وعدد النّساء 9,825، نسبة الخصوبة 5.13، أمّا الهجرة السّالبة 9-. أمّا متوسّط الرّاتب الشّهريّ للرّجال هو 7,284 والنّساء 3,577 شيكل. أما نسبة استحقاق البجروت 68.6 ونسبة المنخرطين في التّعليم الأكاديميّ 1.2، أمّا مكانها على المؤشّر الاقتصادي-الاجتماعي 1 من أصل 10.
أقام سكانها قبل الاعتراف بها في منطقة البحيرة والمطار. كانت القرية سابقاً تتبع لمجلس إقليمي يضم عدة قرى أما اليوم فقد أصبحت تحظى بإدارة من أبناء عائلاتها.
أقيمت البلدة ضمن خطة إنشاء بلدات العربيّة في النّقب لاسكان البدو في منطقة النقب وهن: رهط، حورة، عرعرة في النقب، كسيفة، تل السبع، سيغف شالوم، واللقية. أضيفت القرية عام 1988 إلى المجلس الإقليمي مشوش، وهو أول مجلس إقليمي بدوي. فقد حُلّ المجلس عام 1996 وحصلت البلدة على وضع مجلس محلي. على الرغم من التخطيط الذي سبق تأسيسها، إلا أنه منذ عام 1980 هناك ركود في تطوير البلدة، ولم يطوّر الاقتصاد فيها وتحسين شروط العمالة، واليوم تعاني عرعرة في النقب من العلل التي تعاني منها البلدات البدوية الأخرى في النقب.

## التسمية
سميت عرعرة النقب بهذا نسبة لخربة عرعور، وتقع فوق طريق مفرق “عروعر” في منطقة عراد. تضاف إليها النّقب للتّمييز بينها وبين عرعرة الموجودة في المثلث. سميت قرية عرعرة بهذا الاسم نسبة لنبتة العرعر التي كانت تنبت في صحراء وجبال عرعرة.

## سكان القرية
في قرية عرعرة يسكنون ما يقارب 19.682 نسمة يتكونون من (7.284) رجل و (3577) امرأة, بنسبة (100%)عرب بدو مسلمين وميزان الهجرة الى خارج القرية يقترب من ال(10-). من عائلات القرية أبو صعلوك، أبو عرار، أبو جويعد، العكّة، أبو جامع، أبو كوش وأبو نادي وغيرهم.

## المدارس
- المدارس الابتدائية:

1. مدرسة ابن سينا.
2. مدرسة السلام.
3. مدرسة أبو عرار.
4. مدرسة الرازي.
5. مدرسة النجاح.
6. مدرسه ابن خلدون

- المدارس الثانوية الشاملة

1. مدرسة النور الثانوية الشاملة
2. مدرسة ثانوية عرعرة[6]

## المساجد
بنيت 6 مساجد في قرية عرعرة وهي:
1. مسجد المرابطين
2. مسجد حمزة
3. مسجد الهدى
4. مسجد السلام
5. مسجد الرحمة[6]

## تهجير القرية
تعرّضت القرية في 12 يوليو لعام 2023 لعمليّة هدم ستة بيوت لعائلة الغول للمرّة الثّانية في سعي إسرائيل لتهجير أهالي المنطقة. وكانت بيوت عائلة الغول تعرضت للهدم قبل أربعة أشهر من نفس السّنة، إلا أن العائلة عادت وبنت بيوتها، لتعود السلطات الإسرائيلية لهدمها وترك ستة عائلات في العراء.